# روبين إبيرن
روبين إبيرن (بالإنجليزية: Robyn Ebbern)‏ مواليد 2 يوليو 1944 في بريزبان، هي لاعبة كرة مضرب أسترالية سابقة كانت تلعب باليد اليمنى. هي إحدى بطلات الجراند سلام. أعلى تصنيف لها في الفردي كان المركز التاسع.

## روابط خارجية
- روبين إبيرن على موقع رابطة محترفات التنس (الإنجليزية)
- روبين إبيرن على موقع الاتحاد الدولي لكرة المضرب (الإنجليزية)
- روبين إبيرن على موقع خلاصة التنس.كوم (الإنجليزية)